# ماري برينر
ماري برينر (بالإنجليزية: Marie Brenner)‏ هي صحفية أمريكية، ولدت في 15 ديسمبر 1949 في سان أنطونيو في الولايات المتحدة.

## روابط خارجية
- ماري برينر على موقع IMDb (الإنجليزية)